# Beautheil-Saints
Beautheil-Saints ist eine französische Gemeinde mit 2.064 Einwohnern (Stand 1. Januar 2022) im Département Seine-et-Marne in der Region Île-de-France. Sie gehört zum Arrondissement Meaux und zum Kanton Coulommiers.
Sie entstand als Commune nouvelle mit Wirkung vom 1. Januar 2019 durch die Zusammenlegung der bisherigen Gemeinden Saints und Beautheil, die in der neuen Gemeinde den Status einer Commune déléguée haben. Der Verwaltungssitz befindet sich im Ort Saints.

## Geographie
Die Gemeinde liegt rund sechs Kilometer südlich von Coulommiers und wird vom Fluss Aubetin durchquert.

### Nachbargemeinden
Umgeben ist Beautheil-Saints von den Gemeinden Mouroux und Coulommiers im Norden, Chailly-en-Brie im Nordosten, Amillis im Südosten, Vaudoy-en-Brie im Süden, Touquin im Südwesten, Mauperthuis und Faremoutiers im Westen, sowie Saint-Augustin im Nordwesten.

### Gemeindegliederung
| Ortsteil                 | ehemaliger INSEE-Code | Fläche (km²) | Einwohnerzahl zum 1. Januar 2019 |
| ------------------------ | --------------------- | ------------ | -------------------------------- |
| Saints (Verwaltungssitz) | 77433                 | 20,04        | 1334                             |
| Beautheil                | 77028                 | 18,37        | 0658                             |

## Sehenswürdigkeiten
Siehe: Liste der Monuments historiques in Beautheil-Saints